# Edgar Ié
Edgar Miguel Ié (Bissau, 1 mei 1994) is een voetballer uit Guinee-Bissau die doorgaans als verdediger speelt. Hij heeft tevens de Portugese nationaliteit. Hij debuteerde in 2017 in het Portugees voetbalelftal en in 2023 voor het voetbalelftal van Guinee Bissau.

## Clubvoetbal
Ié speelde tot 2008 bij Oeiras, waarna hij in de jeugdopleiding van Sporting Lissabon kwam. In 2012 vertrok hij samen met ploeggenoot en landgenoot Agostinho Cá naar FC Barcelona, waar de verdediger voor het tweede elftal ging spelen. Ié debuteerde op 8 december 2012 voor FC Barcelona B in de Segunda División A in een wedstrijd tegen Elche CF. In het seizoen 2014/15 speelde hij één wedstrijd met het eerste elftal, in de Copa del Rey. In 2015 vertrok Ié naar Villarreal CF, waar hij eveneens in het tweede elftal ging spelen. Een jaar later verkaste hij naar CF Os Belenenses en in 2017 verliet hij die club voor Lille OSC. Ié verruilde Lille OSC in augustus 2019 voor Trabzonspor. In het seizoen 2019/20 speelde hij op huurbasis voor Feyenoord.

## Clubstatistieken
| Seizoen         | Club             | Land               | Competitie         | Competitie | Competitie | Beker | Beker | Internationaal | Internationaal | Overig | Overig | Totaal | Totaal |
| Seizoen         | Club             |                    | Competitie         | Wed.       | Dlp.       | Wed.  | Dlp.  | Wed.           | Dlp.           | Wed.   | Dlp.   | Wed.   | Dlp.   |
| --------------- | ---------------- | ------------------ | ------------------ | ---------- | ---------- | ----- | ----- | -------------- | -------------- | ------ | ------ | ------ | ------ |
| 2012/13         | FC Barcelona B   | Vlag van Spanje    | Segunda División A | 6          | 0          | 0     | 0     | —              | —              | —      | —      | 6      | 0      |
| 2013/14         | FC Barcelona B   | Vlag van Spanje    | Segunda División A | 13         | 0          | 0     | 0     | —              | —              | —      | —      | 13     | 0      |
| 2014/15         | FC Barcelona B   | Vlag van Spanje    | Segunda División A | 29         | 0          | 0     | 0     | —              | —              | —      | —      | 29     | 0      |
| 2014/15         | FC Barcelona     | Vlag van Spanje    | Primera División   | 0          | 0          | 1     | 0     | 0              | 0              | 0      | 0      | 1      | 0      |
| 2015/16         | Villarreal CF B  | Vlag van Spanje    | Segunda División B | 15         | 0          | 0     | 0     | —              | —              | 2      | 0      | 17     | 0      |
| 2016/17         | Villarreal CF B  | Vlag van Spanje    | Segunda División B | 14         | 0          | 0     | 0     | —              | —              | —      | —      | 14     | 0      |
| 2016/17         | CF Os Belenenses | Vlag van Portugal  | Primeira Liga      | 12         | 0          | 0     | 0     | —              | —              | —      | —      | 12     | 0      |
| 2017/18         | Lille OSC        | Vlag van Frankrijk | Ligue 1            | 35         | 1          | 2     | 0     | —              | —              | —      | —      | 37     | 1      |
| 2018/19         | Lille OSC        | Vlag van Frankrijk | Ligue 1            | 7          | 0          | 3     | 0     | —              | —              | —      | —      | 10     | 0      |
| 2018/19         | → Nantes         | Vlag van Frankrijk | Ligue 1            | 9          | 0          | 2     | 0     | —              | —              | —      | —      | 11     | 0      |
| 2019/20         | → Feyenoord      | Vlag van Nederland | Eredivisie         | 11         | 0          | 2     | 0     | 6              | 0              | 0      | 0      | 18     | 0      |
| 2020/21         | Trabzonspor      | Vlag van Turkije   | Süper Lig          | 38         | 2          | 2     | 0     | 0              | 0              | —      | —      | 40     | 2      |
| 2021/22         | Trabzonspor      | Vlag van Turkije   | Süper Lig          | 17         | 0          | 0     | 0     | 4              | 1              | —      | —      | 21     | 1      |
| 2022/23         | Başakşehir       | Vlag van Turkije   | Süper Lig          | 3          | 0          | 1     | 0     | 1              | 0              | —      | —      | 5      | 0      |
| 2023/24         | Başakşehir       | Vlag van Turkije   | Süper Lig          | 2          | 0          | 1     | 0     | —              | —              | —      | —      | 3      | 0      |
| 2023/24         | Dinamo Boekarest | Vlag van Roemenië  | Liga 1             | 5          | 0          | 0     | 0     | —              | —              | —      | —      | 5      | 0      |
| Carrière totaal | Carrière totaal  | Carrière totaal    | Carrière totaal    | 216        | 3          | 14    | 0     | 11             | 1              | 2      | 0      | 242    | 4      |

Bijgewerkt tot en met 28 mei 2024.

## Interlandcarrière
Ié speelde in verschillende Portugese nationale jeugdelftallen. Hij maakte op 10 november 2017 zijn debuut in het Portugees voetbalelftal, in een met 3-0 gewonnen oefeninterland tegen Saoedi-Arabië. In 2023 maakte hij zijn debuut voor het voetbalelftal van Guinee Bissau.
| Interlands van Edgar Ie voor Portugal | Interlands van Edgar Ie voor Portugal | Interlands van Edgar Ie voor Portugal | Interlands van Edgar Ie voor Portugal | Interlands van Edgar Ie voor Portugal | Interlands van Edgar Ie voor Portugal |
| №                                     | Datum                                 | Wedstrijd                             | Uitslag                               | Competitie                            | Goals                                 |
| Als speler bij Lille OSC              | Als speler bij Lille OSC              | Als speler bij Lille OSC              | Als speler bij Lille OSC              | Als speler bij Lille OSC              | Als speler bij Lille OSC              |
| ------------------------------------- | ------------------------------------- | ------------------------------------- | ------------------------------------- | ------------------------------------- | ------------------------------------- |
| 1                                     | 10 november 2017                      | Portugal – Saoedi-Arabië              | 3 – 0                                 | Vriendschappelijk                     |                                       |

1 Varela ·
2 Esgaio  a ·
3 Ilori ·
4 Figueiredo ·
5 Ié ·
6 Podstawski ·
7 Martins ·
8 Oliveira ·
9 Paciência ·
10 Fernandes  b ·
11 Agra ·
12 Pereira ·
13 Pité ·
14 Paulo Henrique ·
15 Fonseca ·
16 Ramos ·
17 Mané ·
18 Tiago Silva ·
Coach: Jorge